# Rathaus (Kaiserslautern)
Das Rathaus von Kaiserslautern wurde 1968 eingeweiht. Es handelt sich um ein stadtbildprägendes Verwaltungsgebäude.

## Lage
Das Bauwerk befindet sich am Willy-Brandt-Platz. Etwas weiter nordwestlich befindet sich der Japanische Garten, weiter südlich der Fackelbrunnen und weiter östlich die Villa Munzinger sowie das Pfalztheater.

## Geschichte
Der Entwurf des Architekten Roland Ostertag aus Leonberg war im Jahr 1960 aus einem Architektenwettbewerb für das Rathaus am Paradeplatz in Mannheim als Sieger hervorgegangen, wegen Finanzierungsschwierigkeiten wurden aber nur die Fundamente fertiggestellt (siehe Mannheimer Stadthaus). Mit kleinen Veränderungen wurde dieser Entwurf dann in Kaiserslautern realisiert.
An diesem Standort hatten sich zuvor die Kaiserpfalz und das Casimirschloss sowie später das bis 1909 betriebene Centralgefängnis befunden, das Anfang 1939 abgerissen wurde. Der Grundstein für das Rathaus wurde im Juli 1964 gelegt; nach vierjähriger Bauzeit wurde es am 29. November 1968 eingeweiht; zu diesem Zeitpunkt war es das höchste solche innerhalb der Bundesrepublik. Es löste das bisherige, seit Mitte des 18. Jahrhunderts bestehende Rathaus am St.-Martins-Platz ab, das mittlerweile als Musikschule dient.
Das Rathaus von Kaiserslautern gilt mittlerweile als Hauptwerk des 2018 gestorbenen Architekten Ostertag.

## Merkmale
Das Gebäude ist mit 22 oberirdischen Stockwerken 84 Meter hoch. Im 22. Stock befindet sich die Dachterrasse und im 21. Stockwerk eine Lounge mit Bar. Die drei obersten Stockwerke werden nur für Lagerzwecke und Betriebstechnik genutzt. Vier Aufzüge im Gebäudekern erschließen alle Stockwerke. Hinzu kommen unmittelbar angrenzende Flachbauten in Stahlbetonskelettbauweise.

## Institutionen
In diesem Gebäude ist ein Großteil der Stadtverwaltung Kaiserslauterns untergebracht.
Außerdem beherbergt dieses Gebäude die Notverwaltung des Katastrophenschutzes, welche sonst bei der Feuerwehr Kaiserslautern liegt.